# Ronald Dearing
Ronald Ernest Dearing, Baron Dearing CB (* 27. Juli 1930 in Kingston upon Hull; † 19. Februar 2009) war ein britischer Staatsbeamter und später Vorsitzender der Post Office Ltd.

## Leben
Dearing war von 1993 bis 2000 Kanzler der University of Nottingham. Seit dem 13. Februar 1998 war er als Life Peer Mitglied des Britischen Adels. Als Life Peer war er Mitglied des House of Lords. Dearing starb am 19. Februar 2009 an Krebs.

## Dearing Modell
Im Februar 1996 wurde von der konservativen Regierung unter John Major und der Labour-Opposition eine Kommission (National Committee of Inquiry Into Higher Education) ins Leben gerufen, die den Auftrag hatte, nach Wegen aus der sich verschärfenden Finanz- und Strukturkrise der Universitäten zu suchen. Diese Kommission wurde von dem als anerkannten Bildungsexperten Ronald Dearing geleitet. Der in der Politik und der Öffentlichkeit heftig diskutierte Bericht ist unter seinem Namen bekannt geworden („Dearing Modell“) und umfasst immerhin zehn Bände mit fast 2000 Seiten. Kernpunkte des Berichts waren die Einführung von Studiengebühren und der Ersatz von Stipendien zur Deckung der Lebenshaltungskosten durch Darlehen, eine weitere Erhöhung der Studentenquote von jetzt 32 auf 35 Prozent innerhalb eines Jahrganges, die Flexibilisierung des Hochschulzugangs, Forderung nach einer engeren Beziehung von Hochschule und Wirtschaft sowie die Förderung der Forschung.